# Jean-Jacques Urvoas

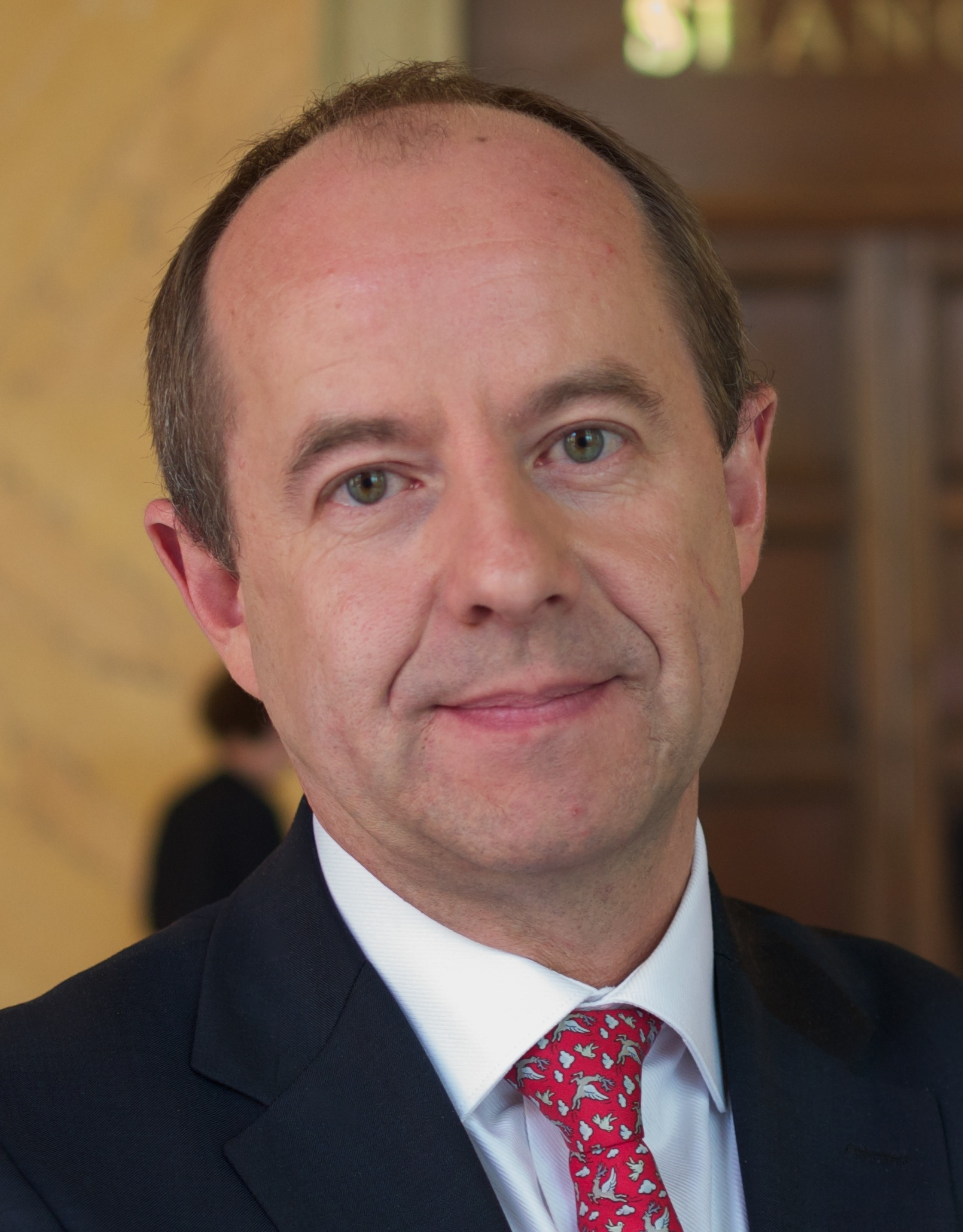
Jean-Jacques Urvoas (2013)

Jean-Jacques Urvoas (* 19. September 1959 in Brest) ist ein französischer Politiker
(PS). Er ist seit 2007 Abgeordneter der Nationalversammlung und seit 2016 Justizminister.

## Lebenslauf
Urvoas, der 1977 der Parti socialiste beitrat, studierte an der Universität der Westbretagne Jura; das Studium schloss er 1983 mit einem Master ab. In Rennes erwarb er zudem ein DEA in Politikwissenschaften und in Paris ein DESS politischer und sozialer Kommunikation. Im Jahr 1996 promovierte er in Politikwissenschaften. 1989 wurde er zum Kabinettschef der Stadt Quimper. Er stieg innerhalb seiner Partei auf und wurde 2000 zum ersten Sekretär der PS im Département Finistère. Im folgenden Jahr bewarb er sich um einen Sitz im Stadtrat von Quimper, scheiterte jedoch. 2004 zog er in den Regionalrat der Bretagne ein, wo er zum Vorsitzenden der sozialistischen Fraktion gewählt wurde. Bei den Parlamentswahlen 2007 wurde er im ersten Wahlkreis des Départements Finistère in die Nationalversammlung gewählt und zog sich infolgedessen aus dem Regionalrat zurück. 2012 wurde er als Abgeordneter wiedergewählt.
Nach dem Rücktritt von Christiane Taubira als Justizministerin wurde er am 27. Januar 2016 zu ihrem Nachfolger im Amt.